# Frantsisk Skarina
Frantsisk Skarina (Pòlatsk, ~1490 - Praga, ~1551) fou un pioner, educador, humanista, escriptor, traductor, activista social, empresari i metge belarús.

## Religió
No es té la certesa de si Skarina era catòlic o ortodox. El seu nom és catòlic, però sovint s'afirma que es va canviar el nom abans d'entrar a la universitat. Només en una única còpia d'un document se'l anomenava Georgius Franciscus en lloc de només Franciscus, fet que desencadenà el naixement de la teoria que Georgius era el seu nom original. Tanmateix, avui dia, està abastament acceptat que va ser un error de l'escrivà; és presumible que la lectura correcta seria egregius Franciscus, venerable Frantsisk. En qualsevol cas, la teoria popular que diu que va canviar el seu nom de Georgius a Franciscus per poder ingressar a la universitat està mancada de fonament; el nom Georgius era igual de popular entre els catòlics i els ortodoxos de la regió, de fet, l'any que Skarina va començar la universitat hi havia més Georgius que Franciscus a Cracòvia.
El rei Segimon II August, l'any 1552 (després de la mort de Skarina i molt després que ell hagués deixat definitivament el país), va esmentar en una carta que un home del seu país havia publicat una traducció de la Bíblia i havia tractat de vendre l'edició a Moscou; però que els llibres havien sigut cremats, per haver-los produït "un seguidor de l'Església Romana". Els llibres esmentats a la carta eren molt probablement els de Skaryna.

## Editor
Skaryna va dedicar la seva vida a la publicació de textos bíblics. Va lluitar per fer la Bíblia més accessible a la gent comú i la va reescriure en un llenguatge fàcil d'entendre. També escrivia prefacis a les seves edicions, on posava èmfasi en la seva intenció de fer més accessible aquesta obra al gruix de la població, per tal que "tinguin coneixement de la saviesa i de la ciència". Va contribuir al desenvolupament del llenguatge literari del belarús. La seva Bíblia va ser la segona, després de la txeca, del món eslau.